# Chiesa di San Zeno (Pelugo)
La chiesa di San Zeno è la parrocchiale di Pelugo in Trentino. Rientra nella zona pastorale delle Giudicarie dell'arcidiocesi di Trento e risale al XVIII secolo.

## Storia

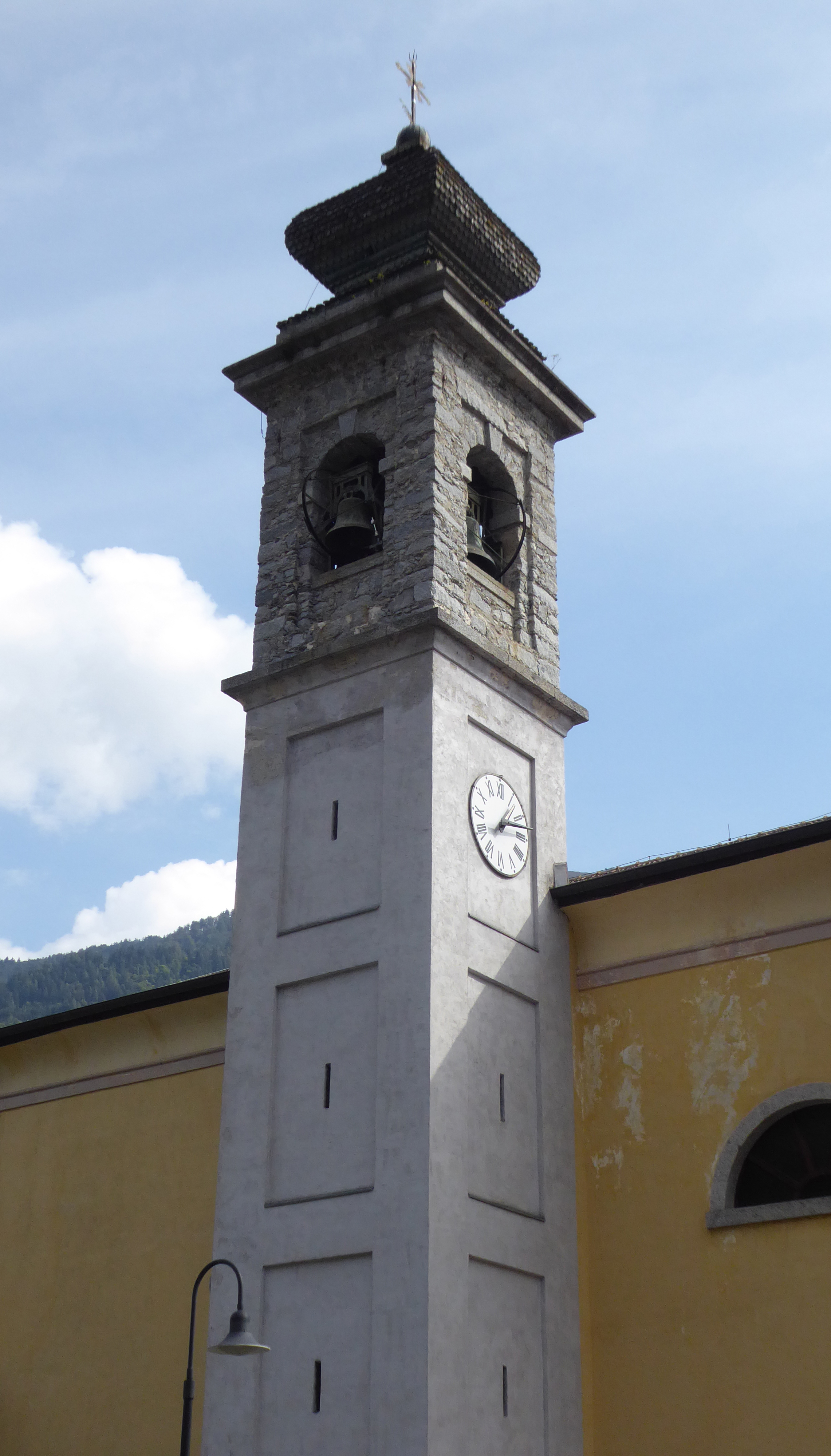
Torre campanaria.

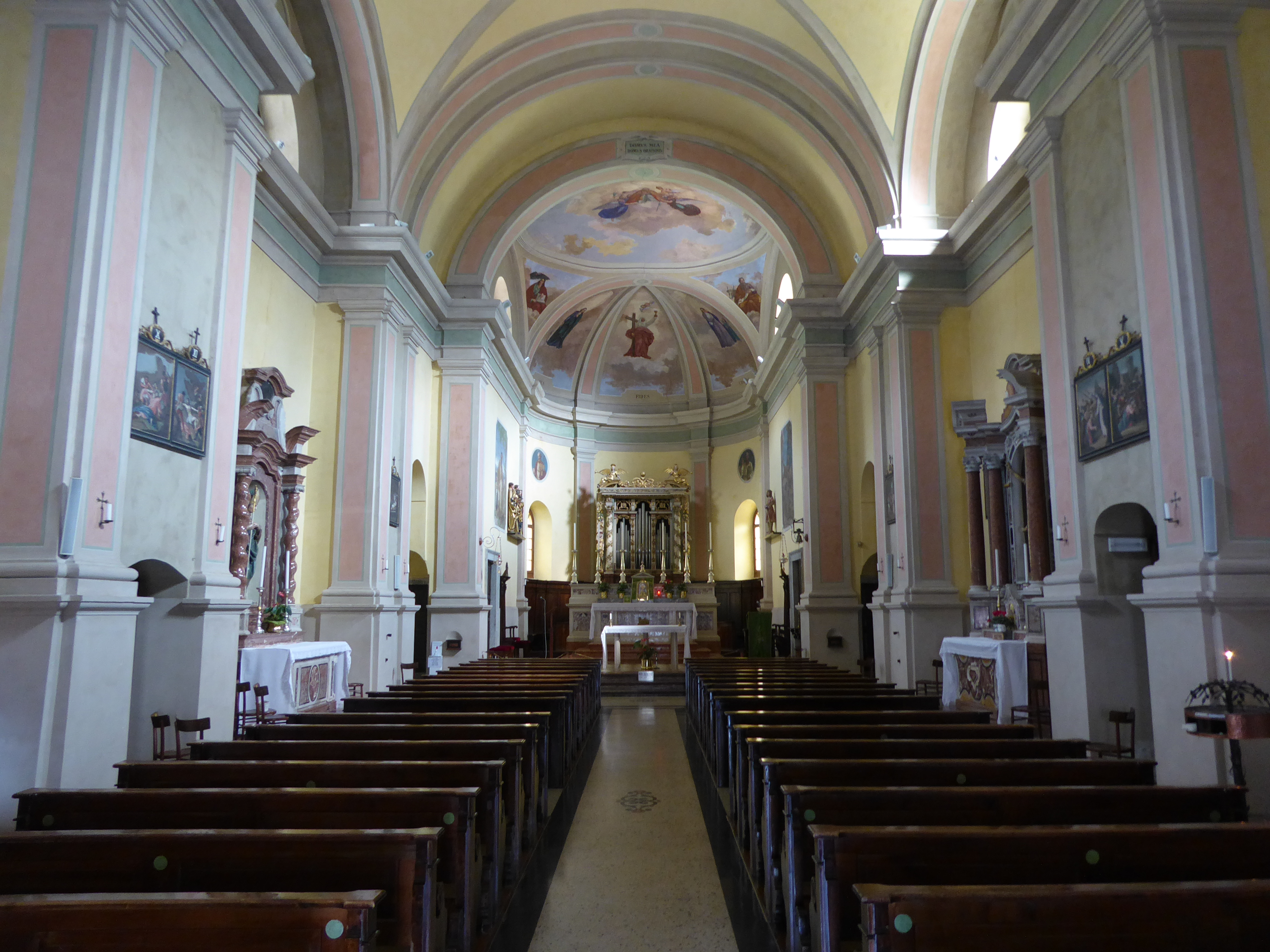
Interno

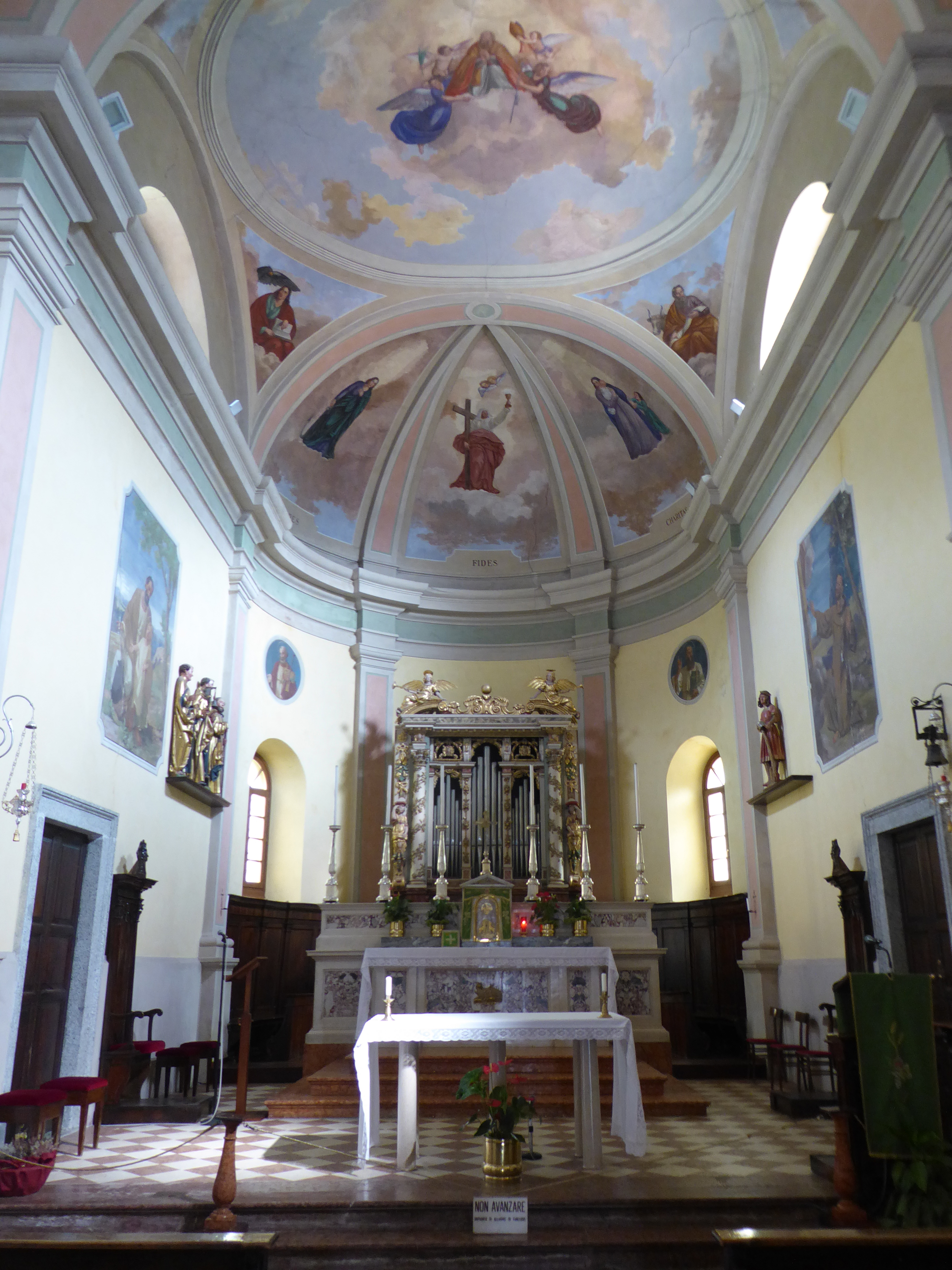
Presbiterio dopo i lavori di adeguamento liturgico.

All'inizio del XVIII secolo a Pelugo venne eretta una nuova chiesa intitolata a San Zeno e la dedicazione fu la stessa di una precedente cappella che si trovava esterna al paese, sul monte. Quel primo luogo di culto venne demolito e parte di quanto vi era custodito fu riutilizzato nel nuovo edificio. A cantiere aperto, nel 1713, la chiesa venne benedetta.
La visita pastorale nel 1727 citò i due altari presenti che non erano ancora stati consacrati, e questa fu la prima documentazione storica dell'edificio.
Ottenne la custodia eucaristica nel 1757 e nel 1798 venne elevata a dignità curiaziale, avendo avuto anche la concessione del fonte battesimale.
Nella prima metà del XIX secolo venne eretta la torre campanaria e fu ristrutturata la copertura del tetto.
Seguirono, nella seconda parte del secolo, lavori di ricostruzione completa dell'edificio che tuttavia, sin da subito, manifestarono alcune problematiche riguardo alle coperture. Fu necessario quindi provvedere alle riparazioni e, nel 1860, i lavori furono terminati.
Il vescovo di Trento Benedetto Riccabona de Reichenfels celebrò la sua consacrazione solenne nel 1869.
Negli ultimi anni dell'Ottocento vennero decorati gli interni poi, col nuovo secolo, ripresero in due occasioni i lavori di sistemazione del tetto e proseguirono le decorazioni nella zona absidale.
Ottenne dignità parrocchiale nel 1913.
A partire dalla seconda metà del XX secolo ripresero gli interventi conservativi sul tetto e poi iniziò un lavoro più importante di ristrutturazione conservativa. Fu installato l'impianto di riscaldamento e adeguato quello elettrico, si ritinteggiarono gli esterni, si rimise mano in più riprese alla copertura del tetto e vennero sostituite la porta di accesso sulla facciata e le grandi vetrate.
Gli ultimi interventi furono realizzati tra 1996 e 2001. Vennero risanate le strutture murarie e sistemati tutti gli impianti, oltre ad altri lavori minori.